# Прохорська сотня
Прохорська сотня - територіально-адміністративна та  військова одиниця Ніжинського полку Гетьманської України з центром у містечку Прохорі.

## Старшина
На 1718 рік - сотник ?,  Яким Горіх писар,  Яків Самойленко хорунжий, Яків Годиленко отаман, Денис Хон(?)енко осавул
На 1732 рік сотне Прохорської сотник Семен Григорієвич, отаман сотенний і наказний сотник Тимофій Самойленко, писар сотенний Олександр Прохорович, хоружий сотенний Павло Британенко, осавул сотенний Данило Линник.

## Населені пункти
На 1732 рік в складі сотні значились:
с. Прохори; с. Сиволож, отаман Опанас Куриленко; с. Хороше Озеро, отаман Грицько Фесенко; с. Крутів, отаман Мирон Крутюлка; с. Пічи, Грицько Іллєнко отаман; с. Бурківка, Іван Приходько отаман; с. Переяслівка, Іван Безпалий отаман; с. Мала Загорівка, Іван Шостак отаман; с. Сиволожі, с. Кагарлики.
"Доказывая позднее возникновеніе с. Прохори («не раньше второй половины XVII в.»), авторь говорить: «видно, что это село было молодое, которое возникало помимо Нежинскаго магистрата, почему и крестьяне здесь явились только во второй половинѣ XVIII в. и то лишь въ видѣ подсосвдковь». Во второй части этой Фразы авторь основывается на ревизіи 1736 г., которая не называеть въ Прохорахь крестьянь. Но опись 1666 г. знаеть Прохоры и знаеть вь нихь 53 крестьянскихь двора и 6 бобыльских".

### Церкви і священики
Протоп Ніжинського села Прохори церкви Різдва Христова ієрей Павло Слонецький, тієї ж протопопії села і церкви другий священик Василь Павлович Слонецький і дяк Стефан Софронів і паламар Данило Васкевич, ктитор Василь Іляшко; села Переяслівки ієрей Василь Іванів, села Хорошого Озера церкви Воздвиження диякон Ісидір Леонтіїв, дяк Федір Куприянів.

### Сотники
- Григорій Хоменко (1672);
- Тарас Михайлович Забіла (1694);
- Тимофій Костянтинович Забіла (1701 - 1704);
- Матвій Борсук (1725);
- Семен Прокопович Григорович (1727 - 1738);
- Дмитро Семенович Григорович (1740 - 1765);
- Григорій Дмитрович Григорович (1782).